# تپه خوزنین
تپه خوزنین مربوط به دوران‌های تاریخی پس از اسلام است و در شهرستان بوئین‌زهرا، روستای خوزنین واقع شده و این اثر در تاریخ ۲۵ خرداد ۱۳۸۱ با شمارهٔ ثبت ۵۷۳۷ به‌عنوان یکی از آثار ملی ایران به ثبت رسیده است.